# Rudolf Bernhardt (Jurist)
Rudolf Bernhardt (* 11. Juli 1904 in Annaberg; † nach 1970) war ein deutscher Jurist und Lokalpolitiker (NSDAP). In der Zeit des Nationalsozialismus war er von 1933 bis 1945 Bürgermeister der Kreisstadt Großenhain in Sachsen sowie SA-Scharführer und danach Opfer des Stalinismus. Zuletzt war er Geschäftsführer in der Deutschen Krankenhausgesellschaft in Düsseldorf und Leiter der Abteilung I der Gesellschaft.

## Leben
Rudolf Bernhardt stammte aus der Hauptstadt des Obererzgebirges und besuchte bis 1924 die Oberrealschule in der Bezirksstadt Chemnitz. Im Anschluss studierte er Rechts-, Staats- und Wirtschaftswissenschaften an den Universitäten Tübingen, München und Leipzig. Er promovierte zum Dr. jur. Ab März 1928 war Rudolf Bernhardt Referent, Amtsanwärter und Hilfsarbeiter in einem Anwaltsbüro. Im August 1931 wurde er Assessor bei der Amtshauptmannschaft Großenhain, gleichzeitig auch Kreditreferent. Er wurde zum Bezirksassessor befördert und im Mai 1933 zum Regierungsassessor ernannt. Als solcher arbeitete er an den Landratsämtern in Pirna und Annaberg. Noch im gleichen Jahr wurde er an der Stelle des ins Ministerium versetzten Paul Dietze zum Ersten Bürgermeister der Kreisstadt Großenhain berufen. 
Bernhardt trat zum 1. Mai 1933 der NSDAP bei (Mitgliedsnummer 1.958.496), er war SA-Scharführer beim Stab I/18 und Mitglied des NSRB.
Von 1945 bis 1950 internierte das NKWD, ohne Anklage, Bernhardt in den Speziallagern Bautzen und Buchenwald. Im Februar 1950 erfolgte seine Freilassung bei der allgemeinen Auflösung der Speziallager in der Gründungsphase der DDR. Bernhardt flüchtete wenige Jahre später aus der DDR in die Bundesrepublik Deutschland. Er war zunächst bei der Inneren Mission in Bochum tätig.
Bernhardt wurde Geschäftsführer in der Deutschen Krankenhausgesellschaft und Leiter der Abteilung I (Personalausschuss) der Gesellschaft. Seine offizielle Verabschiedung fand am 12. November 1970 in Düsseldorf statt.

## Ehrungen
- Eintrag im Gedenkbuch für die Opfer stalinistischer Gewalt in der Marienkirche Großenhain[6]

## Schriften (Auswahl)
- als Hrsg. mit Wilhelm Karl Geck: Handbuch der Entscheidungen des Internationalen Gerichtshofs 1947–58. 1961.
- mit Wolf Eichholz: Krankenpflegegesetz. Mit Ausbildungs- und Prüfungsordnungen. Kommentar. Kohlhammer Deutscher Gemeindeverlag, Köln 1967; 2. Auflage ebenda 1968; 3., überarbeitete Auflage 1973; 4., überarbeitete und erweiterte Auflage 1975.
- als Hrsg. mit Wilhelm Karl Geck und anderen: Festschrift für Hermann Mosler. 1982.